# پروانه کم‌تر جامع همگانی گنو
پروانهٔ کم‌تر جامع همگانی گنو (به انگلیسی: GNU LGPL سرواژهٔ GNU Lesser General Public License)، یکی از پروانه‌های نرم‌افزارهای آزاد است که بنیاد نرم‌افزارهای آزاد آن را منتشر کرده‌است. این پروانه نوشته شده تا سازشی بین پروانهٔ سرسخت در کپی‌لفتِ پروانه همگانی گنو و پروانه‌های آسان‌گیری چون پروانهٔ بی‌اس‌دی و ام‌آی‌تی ایجاد کند. عموماً این پروانه را به نام ال‌جی‌پی‌ال که صورت خلاصه شدهٔ عبارت لسر جنرال پابلیک لایسنس است می‌خوانند.
این پروانه را نخستین بار ریچارد استالمن در سال ۱۹۹۱ با همفکری حقوقی اِبِن موگلِن (به انگلیسی: Eben Moglen) نوشت. آخرین نسخهٔ پروانهٔ کم‌تر فراگیر همگانی گنو نسخهٔ ۳ است که در ۲۹ ژوئیه سال ۲۰۰۷ منتشر شده‌است.
پروانهٔ کم‌تر فراگیر همگانی گنو پروانه‌ای با کپی‌لفت ضعیف است بدین‌معنا که محدودیت کپی‌لفت را روی خود نرم‌افزار می‌گذارد، ولی نرم‌افزارهای دیگری که تنها به آن پیوند دارند مشمول این محدودیت نمی‌شوند. هرچند که محدودیت‌های دیگری روی این نرم‌افزارها باقی خواهد ماند. (در حالی که در مجوزی مثل اجازهٔ پیوندزدن به پروژه‌هایی که از مجوزهای ضعیف‌تری استفاده می‌کنند داده نشده)
پروانهٔ کم‌تر فراگیر همگانی گنو بیشتر برای کتابخانه‌های نرم‌افزاری به کار می‌رود، ولی برخی از نرم‌افزارهای مستقل نیز این مجوز را به کار می‌برند، که معروف‌ترین‌شان موزیلا فایرفاکس و اپن آفیس هستند.

## بنیاد نرم‌افزارهای آزاد ال‌جی‌پی‌ال را پیشنهاد نمی‌کند
بنیاد نرم‌افزارهای آزاد دو مجوز اصلی برای استفادهٔ در کتابخانه‌های نرم‌افزاری ارائه کرده‌است، یکی پروانهٔ جامع همگانی گنو و دیگری پروانهٔ کم‌تر جامع همگانی گنو. بزرگترین تفاوت این دو این است که می‌توان از کتابخانه ال‌جی‌پی‌ال در نرم‌افزارهای مالکیتی نیز استفاده کرد اما اگر کتابخانه تحت پروانه همگانی گنو باشد تنها می‌توان در نرم‌افزارهای آزاد از آن بهره جست. اینکه از کدام مجوز برای یک کتابخانهٔ مشخص استفاده شود، به راهبردی که توسعه‌دهندگان برمی‌گزینند و به جزئیات شرایط موجود بستگی دارد.
بنیاد نرم‌افزارهای آزاد مدعی است که استفاده از پروانه همگانی گنو به جای ال‌جی‌پی‌ال باعث برتری‌دادن به برنامه نویسان نرم‌افزارهای آزاد می‌شود زیرا کتابخانه‌های حاصل از این کار تنها برای نرم‌افزارهای آزاد قابل استفاده خواهند بود و این می‌تواند نقطهٔ جبرانی برای برتری پول‌ساز بودن نرم‌افزارهای مالکیتی باشد.
با این وجود بنیاد اظهار می‌کند که در شرایط خاص ال‌جی‌پی‌ال می‌تواند بهترین گزینه باشد، برای نمونه در شرایطی که کتابخانه‌های جایگزینی برای کتابخانهٔ مورد نظر وجود داشته باشند، آنگاه استفاده از پروانه همگانی گنو سودی برای گسترش نرم‌افزارهای آزاد نخواهد داشت زیرا توسعه‌دهندهٔ نرم‌افزار مالکیتی می‌تواند به استفاده از کتابخانه‌های جایگزین روی آورد و به همین علت بوده‌است که کتابخانه گنو سی با مجوز ال‌جی‌پی‌ال ارائه شده. این بنیاد در مقابل، توسعه‌دهندگان را تشویق می‌کند که کتابخانه‌هایی که دارای نقطهٔ قوت خاصی هستند را با پروانه همگانی گنو منتشر کنند و نه ال‌جی‌پی‌ال و برای به‌دست آوردن محبوبیت بیشتر هدف بزرگتر (گسترش نرم‌افزارهای آزاد) را فراموش نکنند چراکه معتقد است این کار می‌تواند موجب افزایش محبوبیت کلی جنبش نرم‌افزار آزاد شود و شانس رقابت آن را با نرم‌افزارهای مالکیتی بالا ببرد.

## تفاوت‌های پروانه جامع همگانی گنو و پروانه کم‌تر جامع همگانی گنو
مهمترین تفاوت پروانهٔ جامع همگانی گنو (جی‌پی‌ال) و پروانهٔ کم‌تر جامع همگانی گنو (ال‌جی‌پی‌ال) این است که دومی می‌تواند به یک برنامه غیر (ال) جی‌پی‌ال که می‌تواند یک نرم‌افزار آزاد یا غیر آزاد باشد لینک شود (و در مورد کتابخانه‌ها 'استفاده شود'). بعد از آن این برنامهٔ غیر (ال) جی‌پی‌ال اگر یک کار مشتق شده نباشد می‌تواند تحت هر شرط انتخابی توزیع شود؛ ولی اگر یک کار مشتق شده بود آن شرایط باید «اجازه هرگونه تغییر طبق نیاز مشتری و مهندسی معکوس جهت رفع اشکال این تغییرات» را بدهد، خواه آن کاری که از برنامهٔ ال‌جی‌پی‌ال استفاده می‌کند یک کار مشتق شده باشد یا مشکل حقوقی نداشته باشد. باید در نظر داشت که متن: 'یک اثر که از کتابخانه استفاده می‌کند' و پاراگراف ۵ ال‌جی‌پی‌ال اعمال می‌شود.
یک برنامه که اشتقاقی از هیچ بخشی از کتابخانه ندارد؛ ولی با کامپایل یا لینک به آن برای استفاده از آن طراحی شده‌است این گونه نامیده می‌شود 'اثری که از کتابخانه استفاده می‌کند'. چنین اثری بخودی خود یک کار مشتق شده از کتابخانه نیست بنابر این خارج از محدوده این مجوز قرار می‌گیرد 
یک خصلت ال‌جی‌پی‌ال این است که هر کس می‌تواند هر بخش ال‌جی‌پی‌ال شده نرم‌افزار را به یک بخش جی‌پی‌ال شده از نرم‌افزار تبدیل کند (بخش ۳ مجوز). این خصلت هنگام استفاده مجدد مستقیم یک کد ال‌جی‌پی‌ال شده در یک کتابخانه یا برنامه با پروانه همگانی گنو شده، یا هنگامی که کسی بخواهد نسخه‌ای از کد را ایجاد کند که شرکت‌های نرم‌افزاری نمی‌توانند در محصولات نرم‌افزاری غیر آزاد استفاده کنند، مفید است.